# Louis Malus
Étienne Louis Malus, (Pariz. 23. lipnja 1775. — Pariz, 23. veljače 1812.), bio je francuski inženjer i fizičar.
Malus je završio Politehničku školu u Parizu, a zatim je službovao u inženjeriji kao časnik. Bio je zamjenik direktora izgradnje fortifikacijskih utvrda kod Strasbourga (1806. – 1808.) a zatim je radio kao ispitivač na Politehničkoj školi u Parizu 1809. Član Francuske akademije znanosti postao je 1810. Malus je napravio nekoliko važnih otkrića u oblasti optike, otkrivši, između ostalog, zakone polarizacije svjetlosti (1808.), zbog čega ga je Kraljevsko društvo u Londonu odlikovalo Rumfordovom medaljom 1810. Njegovo ime nalazi se na popisu 72 znanstvenika ugraviranih na Eifellovom tornju.